# REPEAT & FADE
『REPEAT & FADE』（リピート＆フェイド）は、1986年にリリースされた甲斐バンドの12作目、最初の解散前における最後のオリジナル・アルバム。

## 概要
甲斐バンドが最初に解散発表（1986年3月3日）した直後にリリースされた、最後のオリジナル・アルバム。ミキサーはジェイソン・カーサロ（Jason Corsaro）。
4人のメンバーが、各々のプロジェクト（1人4曲ずつ）を組み構成されたアルバムで、アナログ盤12インチシングル4枚組という変則的な形態でリリースされた。
初回特典として、1986年1月16から17日に行われた「松山猛 vs.甲斐バンド フォトセッションのためのパーティー」で撮影されたフォト・ポストカードが封入されており、インナージャケットの写真もこのパーティでの松山氏撮影のものが使われた。
初回盤(10万枚限定)のみ特製〈表面に文字がエンボスされている〉ブラック・ジャケットで、10万枚以降はホワイト・ジャケット(通常盤)だった（ホワイト盤の方が出回っている数量が少ない）、CDにて再発される場合は全てブラック・ジャケットに変更されている。
後に本作の甲斐よしひろによるリメイク盤（1987年）、および本作とリメイク盤の編集盤（2007年）が制作されている（後述）。
EX-MFシリーズCD盤では「エコーズ・オブ・ラブ」は時間の長いシングル・ヴァージョンが収録されている。

## 収録曲
-PROJECTⅠ（N.OMORI）-【DISC 1】
1. 25時の追跡（instrumental）
作曲：大森信和、編曲：久石譲
2. エコーズ・オブ・ラヴ
作曲：大森信和、編曲：久石譲
3. JOU JOU KA（ジョジョカ）
作曲：大森信和、編曲：久石譲
4. ロマン・ホリデー
作曲：大森信和、編曲：久石譲

-PROJECTⅡ（H.MATSUFUJI）－【DISC 2】
1. O'l Night Long Cruising
作詞：辻仁成、作曲：松藤英男、編曲：大村憲司
2. サタニック・ウーマン
作詞：松尾清憲、作曲：松藤英男、編曲：大村憲司
3. レイニー・ドライヴ
作詞：松尾清憲、作曲：松藤英男、編曲：新川博
4. メガロポリス・ノクターン
作詞：松山猛、作曲：松藤英男、編曲：大村憲司

-PROJECTⅢ（I.TANAKA）-【DISC 3】
1. Funky New Year
作詞：ちあき哲也、作曲：田中一郎、編曲：大村雅朗
2. ジェシー（摩天楼パッション）
作詞：ちあき哲也、作曲：田中一郎、編曲：チト河内
3. Run To Zero
作詞：トシ・スミカワ、作曲：田中一郎、編曲：チト河内
  - TBS系『ワールドカップラグビー』テーマソング
4. 悪魔と踊れ
作詞：トシ・スミカワ、作曲：田中一郎、編曲：大村雅朗

-PROJECTⅣ（Y.KAI）-【DISC 4】
1. ハート
作詞・作曲：甲斐よしひろ、編曲：椎名和夫
  - 高樹澪への提供曲〔シングル『ハート〜降っても晴れても〜』c/w 射程距離（甲斐バンド10thアルバム『GOLD/黄金』収録曲のカバー）〕のセルフカバー。
2. オクトーバー・ムーン
作詞・作曲：甲斐よしひろ、編曲：久石譲
  - 高樹澪への提供曲のセルフカバー。
3. 天使（エンジェル）
作詞・作曲：甲斐よしひろ、編曲：後藤次利・西平彰
  - 1980年発売のシングル盤のリメイクで、オリジナルとは若干歌詞が異なる。
4. ALL DOWN THE LINE-25時の追跡
作詞：甲斐よしひろ、作曲：大森信和、編曲：久石譲

## 参加ミュージシャン
| PROJECTⅠ（N.OMORI） - Keyboards：Wonder-City Units - A.Guitar, Mandolin：吉川忠英 - Saxophone：徳広ユタカ - Chorus：Miikura, Wada & Suzukiコーラス隊 - Synth. Programming：Joe 久石, Yasuko 福岡 - Co-Produce & Arrangement：久石譲 - Guitars：大森信和 | PROJECTⅡ（H.MATSUFUJI） - Drums：青山純 - Bass：伊藤"キョーレオピン"広規, 富倉安生, 美久月千晴 - Keyboards：中村"オールバック"哲, 新川博 - Saxophone：ジェイクHコンセプション, 中村哲 - Percussions：浜口茂外也 - Guitars：芳野フジ丸, 渡辺直樹 - Synth. Programming：迫田到, 安倍均 - Vocal & Guitars：松藤英男 | PROJECTⅢ（I.TANAKA） - Drums：上原"ユカリ"裕, 島村英二 - Bass：富倉安生, 高水健司 - Keyboards：富樫"Fakin"春生, 永田"エルトン"一郎, 西本明 - Saxophone：ジェイクHコンセプション - Percussions：チト河内 - Vocal：甲斐よしひろ(#2) - Unison support vocal：松藤Video(#4) - Chorus：比山清, 木戸やすひろ - Synth. Programming：梅原"梅ちゃん"篤, 浦田恵司 - Guitars & Vocal：田中一郎 | PROJECTⅣ（Y.KAI） - Drums：青山純 - Bass：後藤次利, 伊藤広規 - Guitars：大森"テイク・ワン"信和, 芳野藤丸, 白井良明, 土方隆行 - Keyboards：難波弘之, Wonder-City Units - Saxophone：Jake H."ダイジョーブ"Concepcion - Violins：篠崎正嗣 - Percussions：浜口茂外也 - Chorus：Cindy, Eve, 芳野フジ丸, 渡辺直樹 - Strings：多ストリングス - Synth. Programming：椎名和夫, 松武秀樹, Joe 久石, Yasuko 福岡 - Vocals：甲斐よしひろ |

## コンプリート REPEAT & FADE
『コンプリート REPEAT & FADE』（コンプリート・リピート・アンド・フェード）は、1987年にリリースされた甲斐バンドの12作目のオリジナル・アルバム『REPEAT & FADE』の甲斐よしひろプロデュースによるコンプリート盤。クレジットは『甲斐よしひろ with 甲斐バンド』であるが、ジャケット面は『KAI BAND featuring KAI YOSHIHIRO』となっている。

### 概要
甲斐バンドの12作目のオリジナル・アルバム『REPEAT & FADE』の各プロジェクトから選定した曲を、全て甲斐よしひろのボーカルテイク・ヴァージョンにしてリリースされた。

### 収録曲
Side-A
1. ALL DOWN THE LINE-25時の追跡
作詞：甲斐よしひろ、作曲：大森信和、編曲：久石譲
  - オリジナルと同テイク
2. レイニー・ドライヴ
作詞：松尾清憲、作曲：松藤英男、編曲：新川博
  - 甲斐ボーカル・ヴァージョン（シングル『レイニー・ドライヴ』と同テイク）
3. O'l Night Long Cruising
作詞：辻仁成、作曲：松藤英男、編曲：大村憲司
  - 甲斐ボーカル・リミックス・ヴァージョン
4. Funky New Year
作詞：ちあき哲也、作曲：田中一郎、編曲：大村雅朗
  - 甲斐ボーカル・リミックス・ヴァージョン
5. ノスタルジア（インストゥルメンタル）
作曲・編曲：松藤英男
  - 『メガロポリス・ノクターン』インストゥルメンタル・ヴァージョン
6. ジェシー
作詞：ちあき哲也、作曲：田中一郎、編曲：チト河内
  - ショート・ヴァージョン（オリジナルが5分21秒あるのに対して、本作収録ヴァージョンは4分40秒）

Side-B
1. ハート
作詞・作曲：甲斐よしひろ、編曲：椎名和夫
  - ショート・ヴァージョン（オリジナルが5分09秒あるのに対して、本作収録ヴァージョンは4分17秒）
2. Run To Zero
作詞：トシ・スミカワ、作曲：田中一郎、編曲：チト河内
  - 甲斐ボーカル・リミックス・ヴァージョン
3. オクトーバー・ムーン
作詞・作曲：甲斐よしひろ、編曲：久石譲
  - S-Vocal ヴァージョン（7インチ再発盤シングル『メガロポリス・ノクターン』カップリングテイク）
4. Weekend Lullaby
作詞：売野雅勇、作曲：甲斐よしひろ、編曲：久石譲
  - 竹本孝之への提供曲のセルフカバー。提供時の表記は『週末（ウイークエンド）ララバイ』。『REPEAT & FADE』のレコーディングと同時期にレコーディングされていた未発表曲。
5. 25時の追跡（インストゥルメンタル）
作曲：大森信和、編曲：久石譲
  - オリジナルと同テイク
6. メガロポリス・ノクターン
作詞：松山猛、作曲：松藤英男、編曲：大村憲司
  - 甲斐ボーカル・ヴァージョン（シングル『メガロポリス・ノクターン』と同テイク）

### 参加ミュージシャン
| ALL DOWN THE LINE-25時の追跡 - Guitars：大森信和 - Keyboards：Wonder-City Units - Synth. Programming：Joe 久石, Yasuko 福岡 - Arrangement：久石譲 - Vocal：甲斐よしひろ レイニー・ドライヴ - Bass：美久月千晴 - Guitars：土方隆行, 大森信和 - Sax：ジェイクHコンセプション - Chorus. Percussion：安倍均 - Arrangement：新川博 - Vocal：甲斐よしひろ O'l Night Long Cruising - Drums：青山純 - Bass：伊藤広規 - Guitars：大村ケンジ - Keyboards：中村哲 - Percussions：浜口茂外也 - Guitars：芳野フジ丸, 渡辺直樹 - Synth. Programming：迫田到 - Arrangement：大村憲司 - Vocal：甲斐よしひろ Funky New Year - Drums：島村英二 - Bass：高水健司 - Keyboards：富樫春生, 西本明 - Chorus：比山清, 木戸やすひろ - Guitars：田中一郎 - Synth. Programming：浦田恵司 - Arrangement：大村雅朗 - Vocal：甲斐よしひろ ノスタルジア（インストゥルメンタル） - Guitar, Synth, Synth & Drum machine Programming：松藤英男 ジェシー - Drums：上原裕 - Bass：富倉安生 - Keyboards：富樫春生 - Percussions：チト河内 - Guitars：田中一郎 - Synth. Programming：梅原篤 - Arrangement：チト河内 - Vocal：甲斐よしひろ | ハート - Drums：青山純 - Saxophone：Jake H. Concepcion - Violins：篠崎正嗣 - Guitars：芳野フジ丸, 渡辺直樹 - Synth. Programming：椎名和夫 - Vocal：甲斐よしひろ Run To Zero - Drums：上原裕 - Bass：富倉安生 - Keyboards：富樫春生, 永田一郎 - Chorus：比山清, 木戸やすひろ - Guitars：田中一郎 - Synth. Programming：梅原篤 - Arrangement：チト河内 - Vocal：甲斐よしひろ オクトーバー・ムーン - Drums：青山純 - Bass：伊藤広規 - Guitars：芳野藤丸, 土方隆行 - Keyboards：Wonder-City Units - Violins：篠崎正嗣 - Percussions：浜口茂外也 - Chorus：Cindy - Synth. Programming：Joe 久石, Yasuko 福岡 - Arrangement：久石譲 - Vocal：甲斐よしひろ Weekend Lullaby - Drums：青山純 - Bass：伊藤広規 - Keyboards：Wonder-City Units - Synth. Programming：Joe 久石, Yasuko 福岡 - Arrangement：久石譲 - Vocal：甲斐よしひろ 25時の追跡（インストゥルメンタル） - Keyboards：Wonder-City Units - Synth. Programming：Joe 久石, Yasuko 福岡 - Co-Produce & Arrangement：久石譲 - Guitars：大森信和 (SE-AMBIENT DESIGNG STUDIO WAVE) メガロポリス・ノクターン - Drums：青山純 - Bass：富倉安生 - Guitars：大村ケンジ - Keyboards：中村哲 - Synth. Programming：迫田到 - Arrangement：大村憲司 - Vocal：甲斐よしひろ |

## REPEAT & FADE “Ultimate”
REPEAT & FADE “Ultimate”（リピート・アンド・フェード“アルティメット”）は、甲斐バンドが2007年にリリースした、オリジナル・アルバムの紙ジャケット・リマスター再発盤のうちの1枚で、本作のみ唯一、オリジナルとはジャケット・内容が異なる。

### 概要
甲斐バンド1986年リリースの12作目オリジナル・アルバム『REPEAT & FADE』と、『REPEAT & FADE』の再編集盤で1987年リリースの『コンプリート REPEAT & FADE』の双方から選曲・編集された2枚組のアルバムである。
帯のキャッチコピーや封入物は『REPEAT & FADE』を忠実に再現してあり、クレジットは『甲斐バンド』となっている。
どの楽曲がオリジナル盤かコンプリート盤かの表記がないが、オリジナル盤の楽曲3曲がボーナストラックとして収録されている。

### 収録曲
【DISC 1】
1. 25時の追跡
作詞：甲斐よしひろ、作曲：大森信和、編曲：久石譲
  - 表記が無くなっているが『ALL DOWN THE LINE-25時の追跡』と同じ
2. レイニー・ドライヴ
作詞：松尾清憲、作曲：松藤英男、編曲：新川博
  - コンプリート盤収録テイク（シングル『レイニー・ドライヴ』にも収録）
3. エコーズ・オブ・ラヴ
作曲：大森信和、編曲：久石譲
4. ジェシー
作詞：ちあき哲也、作曲：田中一郎、編曲：チト河内
  - コンプリート盤収録テイク
5. オクトーバー・ムーン
作詞・作曲：甲斐よしひろ、編曲：久石譲
6. メガロポリス・ノクターン
作詞：松山猛、作曲：松藤英男、編曲：大村憲司
  - コンプリート盤収録テイク（シングル『メガロポリス・ノクターン』にも収録）
7. JOU JOU KA（ジョジョカ）
作曲：大森信和、編曲：久石譲
  - ショート・ヴァージョン（オリジナルが5分31秒あるのに対して、本作収録ヴァージョンは4分47秒）
8. サタニック・ウーマン(H.MATSUFUJI Vo)
作詞：松尾清憲、作曲：松藤英男、編曲：大村憲司
  - オリジナル盤収録テイク
9. ハート
作詞・作曲：甲斐よしひろ、編曲：椎名和夫
  - オリジナル盤収録テイク

【DISC 2】
1. Funky New Year
作詞：ちあき哲也、作曲：田中一郎、編曲：大村雅朗
  - コンプリート盤収録テイク
2. ロマン・ホリデー
作曲：大森信和、編曲：久石譲
3. 天使（エンジェル）
作詞・作曲：甲斐よしひろ、編曲：後藤次利・西平彰
4. O'l Night Long Cruising(H.MATSUFUJI Vo）
作詞：辻仁成、作曲：松藤英男、編曲：大村憲司
  - オリジナル盤収録テイク
5. 悪魔と踊れ(I.TANAKA Vo)
作詞：トシ・スミカワ、作曲：田中一郎、編曲：大村雅朗
  - オリジナル盤収録テイク
6. Run To Zero
作詞：トシ・スミカワ、作曲：田中一郎、編曲：チト河内
  - コンプリート盤収録テイク
7. 25時の追跡（Instrumental）
作曲：大森信和、編曲：久石譲

Bonus Track
1. レイニー・ドライヴ (H.MATSUFUJI Vo)
  - オリジナル盤収録テイク
2. Funky New Year (I.TANAKA Vo)
  - オリジナル盤収録テイク
3. メガロポリス・ノクターン (H.MATSUFUJI Vo)
  - オリジナル盤収録テイク